# Citrus

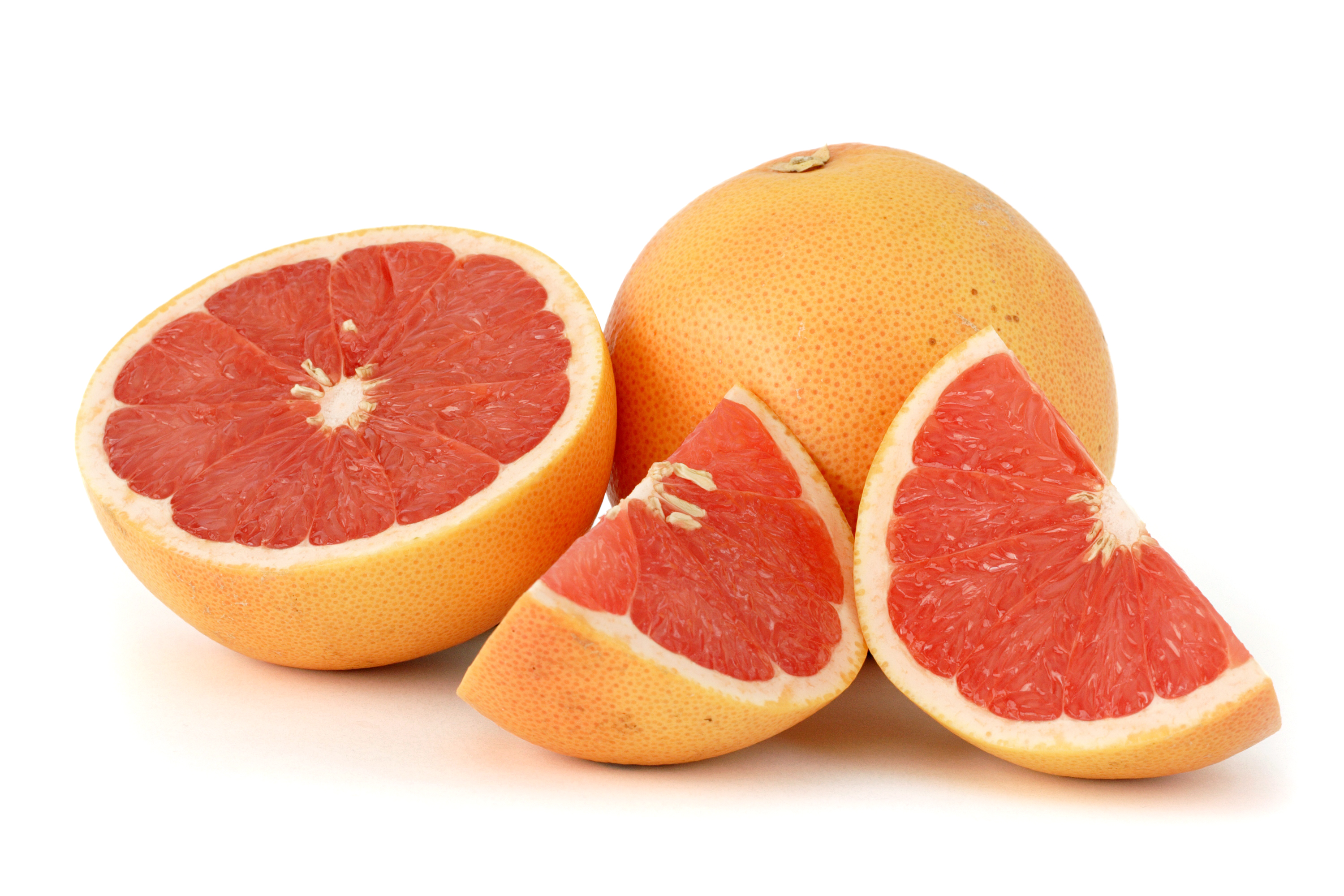
Grépfrút

A Citrus a rutafélék családjába tartozó növénynemzetség. Az alapfajok száma nehezen meghatározható. Eredetileg Délkelet-Ázsia trópusi-szubtrópusi éghajlatáról származnak. Napjainkban az egész világ meleg égövi tájain termesztik a nagy számú nemesített fajtát, többszörös hibrideket. Gazdaságilag jelentős gyümölcstermő növények.
A Citrust egyes források magyarul citrom néven említik, de ebben az értelemben ritkán használatos.

## Leírás
A különböző fajok 5–25 m magasságúra növő örökzöld tövises cserjék vagy fák. A levelek ép szélűek, átellenes állásúak, a levélnyél szárnyas. Ezek a szárnyak (fillodiumok) a levél részei, de a nagy mennyiségű párologtatás kivédésére visszafejlődtek.
A virágok 4-5 tagúak, magánosak vagy bugában nyílnak, sugaras szimmetriájúak, a párta szabad állású, a csésze nem feltűnő. A porzók falkákba nőttek össze, az ivarlevelek között diszkusz helyezkedik el.

### Termés

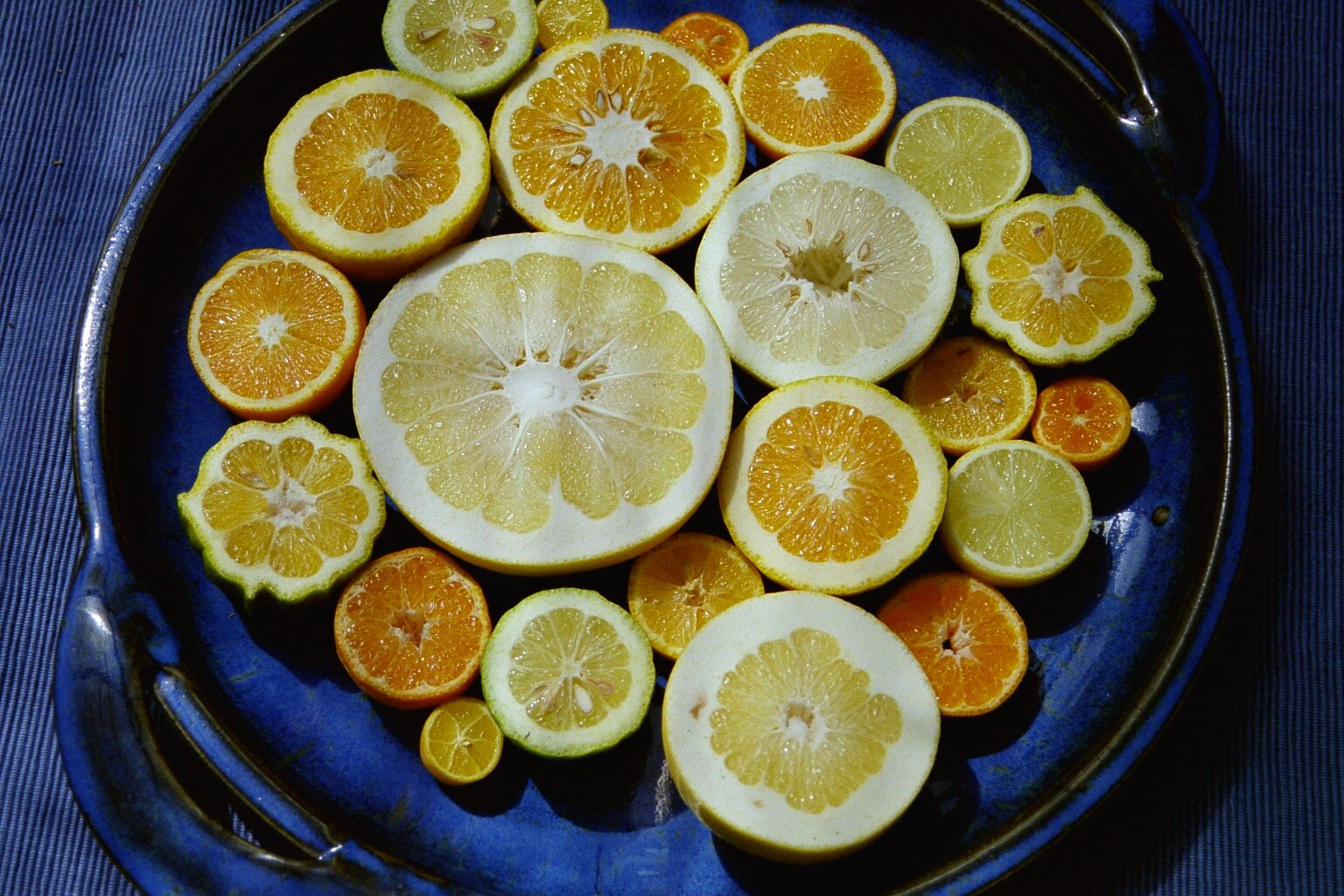
Különböző citrusszeletek

A különleges bogyótermés neve citrustermés vagy narancstermés (hesperidium) zöld, citrom- vagy narancssárga színű éréskor. A külső héj (exokarpium) vékony, bőrszerű, ezt követi a mezokarpium, mely két részből áll. Egy külső sárga rétegből (flavedo), mely a lizigén illóolajtartókat tartalmazza, és egy belső, szivacsos, fehér rétegből (albedo). A gyümölcshús a hártyás választófalakból (ez az endokarpium) és a rajtuk fejlődő, nedvvel telt szőrökből áll, amik között a fehér magvak helyezkednek el. (A termesztett fajták sok esetben magtalanok.)
A termés beltartalmát tekintve 8-9% cukrot, 1% citromsavat és általában 40 mg/100g C-vitamint tartalmaz.
A mezokarpiumban (flavedo részében) található illóolaj, flavonok (neoheszperidozidok), triterpén keserűanyagok (limonin).
A levelekből kimutattak szinefrint, ami az efedrinhez hasonló protoalkaloid.

## Ismertebb fajok

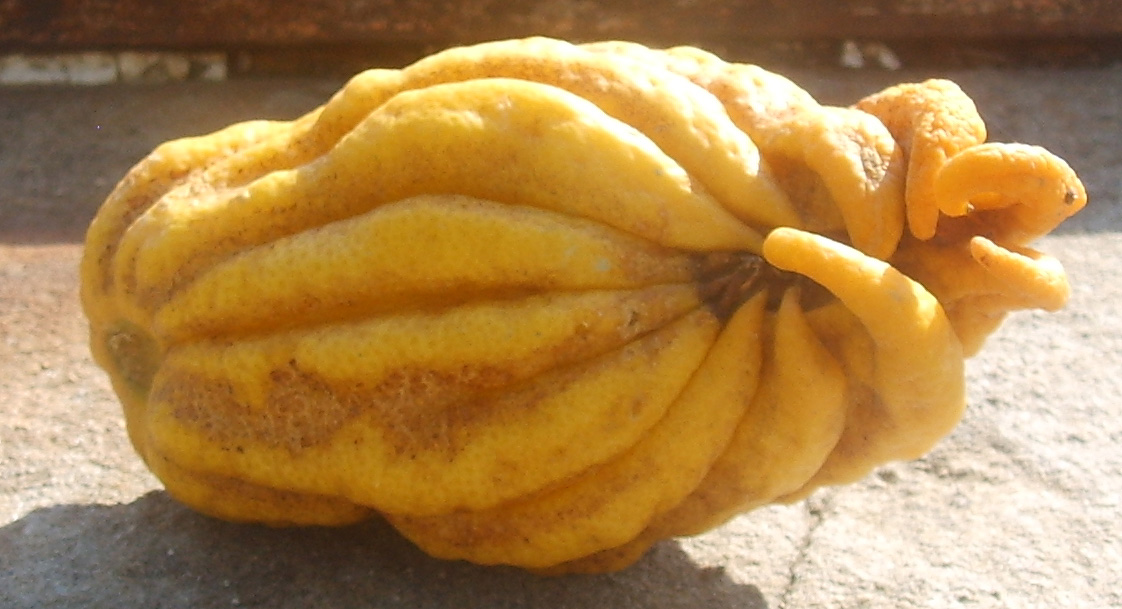
Ujjas citrom

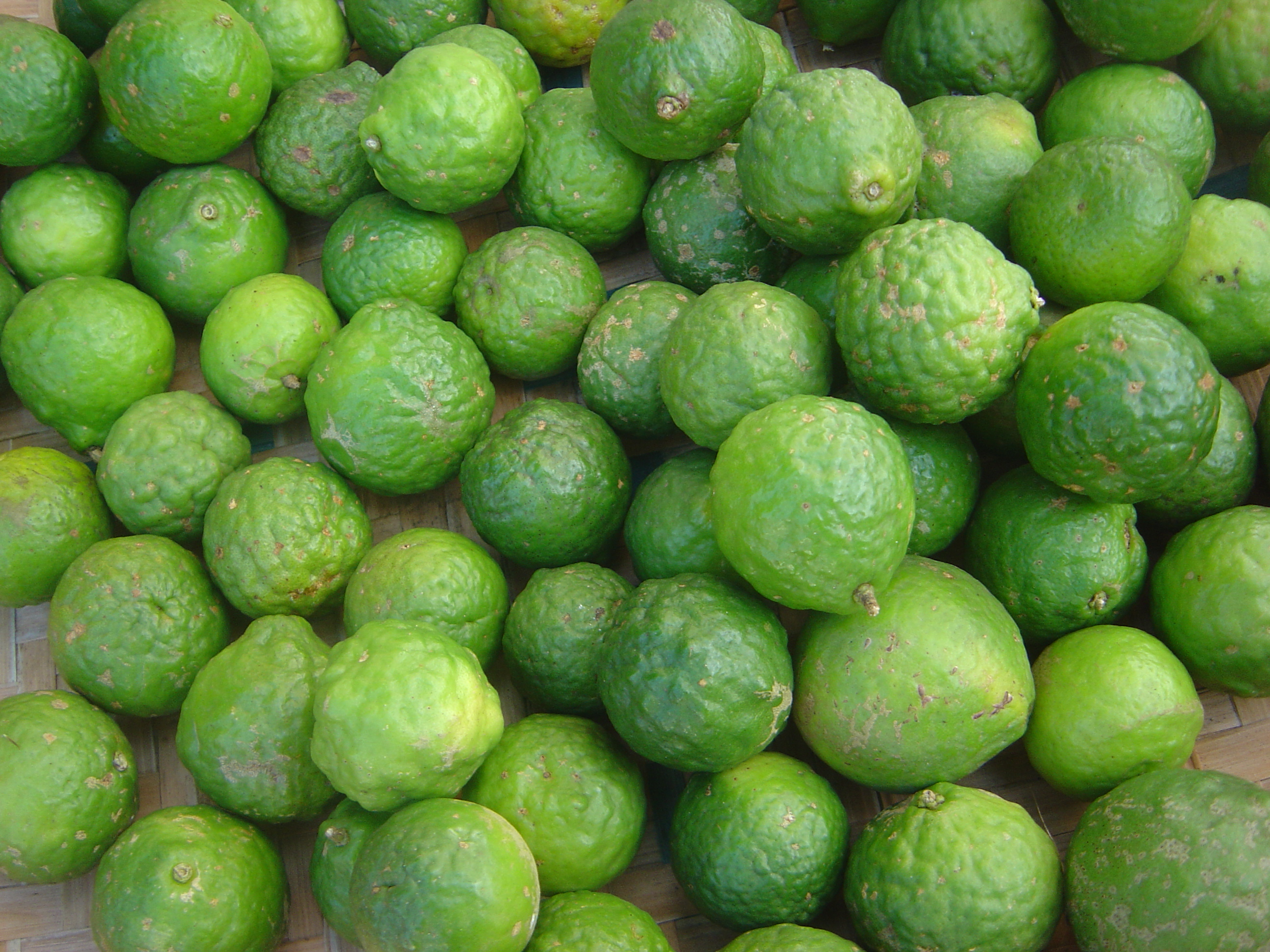
Papeda

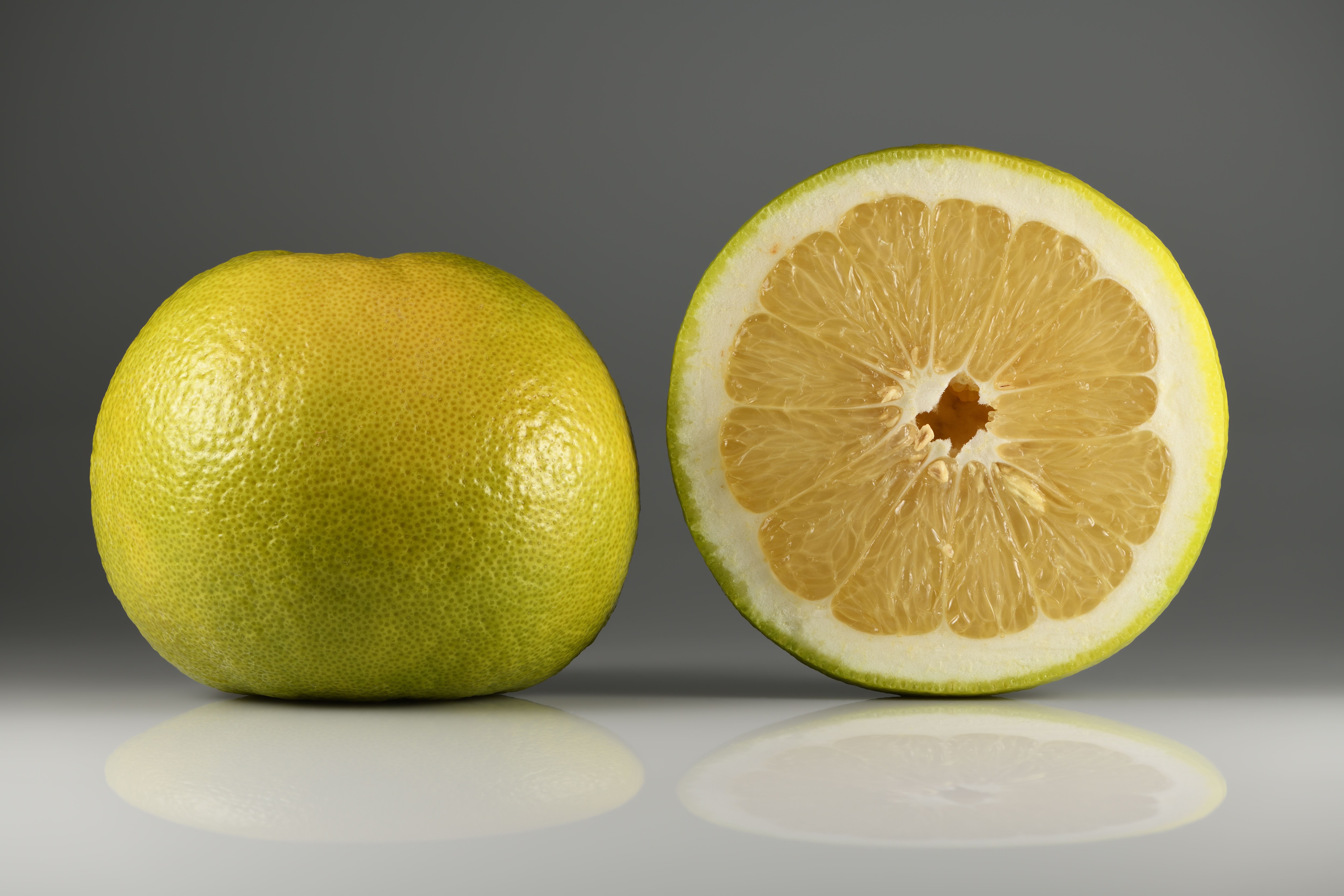
Sweetie

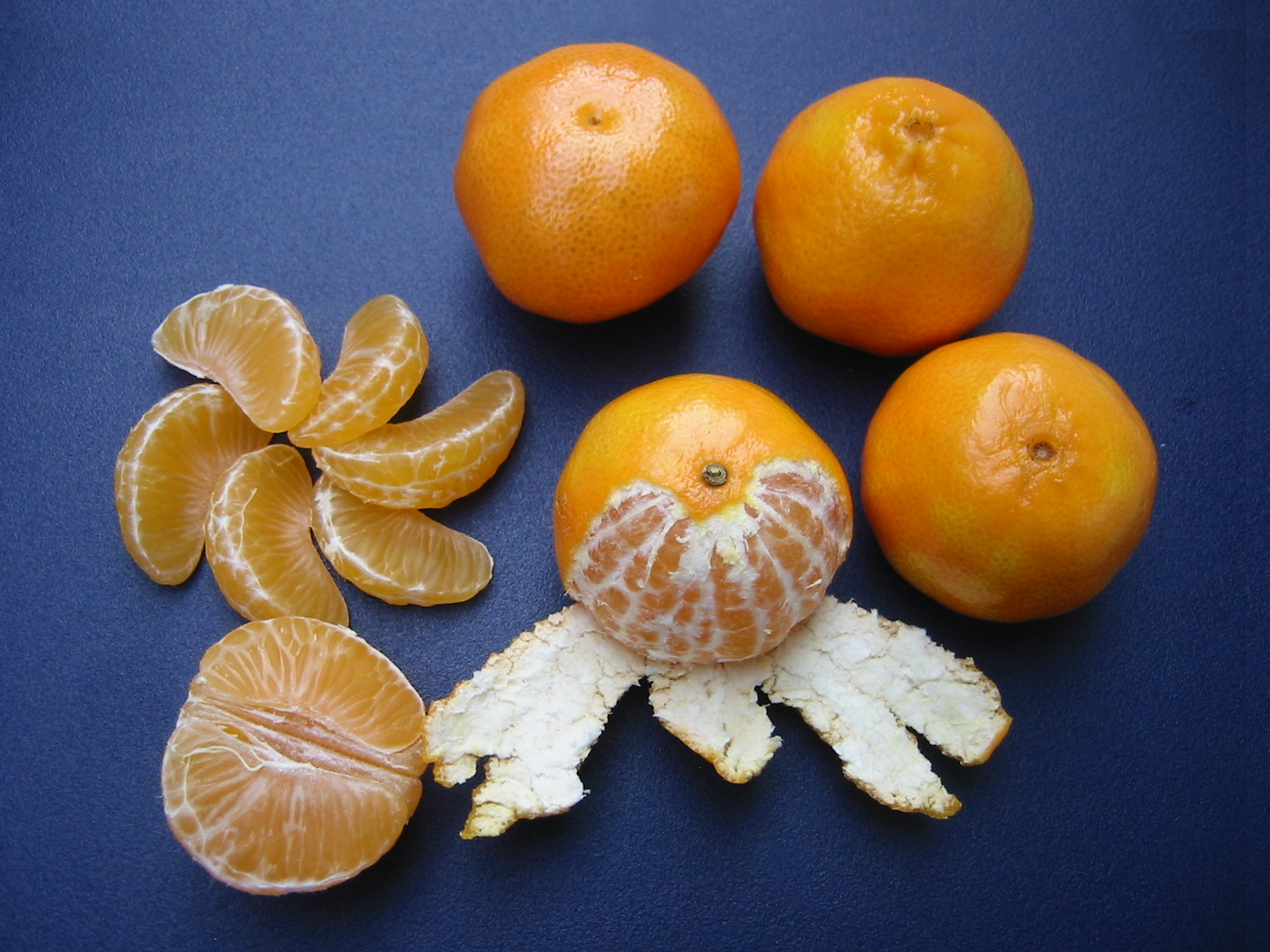
Klementin

- Citrus aurantium (syn. C. vulgaris, Citrus × aurantium) – keserű narancs, szevillai narancs[3] narancscitrom[4]

- C. aurantium ssp. aurantium (syn. C.a.ssp. amara) – bigarade, „pomeranze”
- C. aurantium ssp. bergamia (syn. Citrus bergamia) – bergamottcitrom, bergamottnarancs, bergamia
- C. aurantium var. melitensis – vérnarancs

- Citrus australis (syn. Microcitrus australis)
- Citrus aurantiifolia – savanyú citrom, trópusi citrom, zöld citrom,[3] lime[4]
- Citrus australasica (syn. Microcitrus australasiatica)
- Citrus glauca
- Citrus hystrix – hosszútövisű narancs, vadnarancs[3], papeda[5]
- Citrus ichangensis
- Citrus jambhiri
- Citrus japonica (syn. Fortunella japonica, Citrus madurensis) – japán kumkvat[3]
- Citrus junos (syn. C.ichangensis × C. reticulata)
- Citrus limetta (syn. Citrus limettioides) – édes citrom, limetta[3]
- Citrus limon (syn. C. × limon, Citrus medica ssp. limonum) – citrom, közönséges citrom, valódi citrom, európai citrom[3], limónia[4]
- Citrus margarita (syn. Fortunella margarita) – törpemandarin,[3] kínai kumkvat
- Citrus maxima (syn. Citrus grandis, C. aurantium var. grandis) – óriás narancs, pomelo, óriáscitrancs[3]
- Citrus medica (syn. Citrus cedra) – keserű citrom, citronátcitrom, cédrátcitrom, Lima-citrom, citronád[3], varancsos citrom[4]

- Citrus medica var. ethrog – etrog
- Citrus medica var. sarcodactylis – ujjas citrom, Buddha keze citrom

- Citrus myrtifolia (syn. C. aurantium var. myrtifolia) – mirtuszlevelű narancs[3]
- Citrus nobilis (syn.  C. reticulata × C.sinensis, Citrus × nobilis) – királynarancs, édes mandarin[3]
- Citrus paradisi (syn. Citrus decumana, Citrus × paradisi) – grépfrút, citrancs[3]
- Citrus paradisi x grandis (syn. Citrus grandis × C. paradisi/Citrus maxima/Citrus grandis) – sweetie[5]
- Citrus reshni – Kleopátra-mandarin[3]
- Citrus reticulata (syn. Citrus deliciosa) – mandarin, indiai mandarin[3]
- Citrus reticulata x paradisi (syn. C. × tangelo, C. reticulata × C. maxima/C. paradisi) – tangelo[5]
- Citrus sinensis – narancs, édes narancs[3]
- Citrus tangerina – tangerin[5]
- Citrus trifoliata (syn. Poncirus trifoliata) − vadcitrom[6]
- Citrus × clementina – klementin[5]

## Termelés
A legnagyobb termelők Brazília, Kína és az USA. A termesztéstechnológia különbözősége miatt a hektárra vetített termésátlagok eltérők. 2007-ben az össztermés több mint 80 millió tonna volt.